# Trigonopedia ferruginea
Trigonopedia ferruginea är en biart som först beskrevs av Heinrich Friese 1899.  Trigonopedia ferruginea ingår i släktet Trigonopedia och familjen långtungebin. Inga underarter finns listade i Catalogue of Life.